# العلاقات المارشالية المالطية
العلاقات المارشالية المالطية هي العلاقات الثنائية التي تجمع بين جزر مارشال ومالطا.

## مقارنة بين البلدين
هذه مقارنة عامة ومرجعية للدولتين:
| وجه المقارنة                                              | جزر مارشال                     | مالطا                                                     |
| --------------------------------------------------------- | ------------------------------ | --------------------------------------------------------- |
| المساحة (كم2)                                             | 181                            | 316                                                       |
| عدد السكان (نسمة)                                         | 53.13 ألف                      | 465.29 ألف                                                |
| الكثافة السكانية (ن./كم²)                                 | 29.35 ألف                      | 147.24 ألف                                                |
| العاصمة                                                   | ماجورو                         | فاليتا                                                    |
| اللغة الرسمية                                             | لغة إنجليزية، اللغة المارشالية | اللغة المالطية، لغة إنجليزية                              |
| العملة                                                    | دولار أمريكي                   | يورو، ليرة مالطية                                         |
| الناتج المحلي الإجمالي (بليون دولار)                      | 199.40 مليون                   | 12.54 مليار                                               |
| الناتج المحلي الإجمالي (تعادل القوة الشرائية) بليون دولار | 207.25 مليون                   | 14.68 مليار                                               |
| الناتج المحلي الإجمالي الاسمي للفرد دولار أمريكي          | 3.38 ألف                       | 22.60 ألف                                                 |
| الناتج المحلي الإجمالي للفرد دولار أمريكي                 | 3.80 ألف                       |                                                           |
| مؤشر التنمية البشرية                                      |                                | 0.839                                                     |
| رمز المكالمات الدولي                                      | +692                           | +356                                                      |
| رمز الإنترنت                                              | .mh                            | .mt                                                       |
| المنطقة الزمنية                                           | ت ع م+12:00                    | توقيت وسط أوروبا، ت ع م+01:00، ت ع م+02:00، أوروبا/مالطا ‏ |

## منظمات دولية مشتركة
يشترك البلدان في عضوية مجموعة من المنظمات الدولية، منها:
| علم المنظمة | اسم المنظمة                   | تاريخ انضمام جزر مارشال | تاريخ انضمام مالطا |
| ----------- | ----------------------------- | ----------------------- | ------------------ |
|             | مؤسسة التمويل الدولية         | 23 سبتمبر 1992          | 1 يونيو 2005       |
|             | منظمة الشرطة الجنائية الدولية | ?                       | ?                  |
|             | الأمم المتحدة                 | 17 سبتمبر 1991          | 1 ديسمبر 1964      |
|             | البنك الدولي للإنشاء والتعمير | 21 مايو 1992            | 26 سبتمبر 1983     |
|             | يونسكو                        | 30 يونيو 1995           | 10 فبراير 1965     |
|             | منظمة حظر الأسلحة الكيميائية  | ?                       | ?                  |
|             | الاتحاد الدولي للاتصالات      | 22 فبراير 1996          | 1965               |

## وصلات خارجية
- موقع وزارة الخارجية المالطية